# Соул
Соул музиката (на английски: Soul music) е поджанр на музикалния жанр ритъм енд блус, повлиян от госпъл и ду-уап, който се заражда към края на 1950-те години в Съединените американски щати.
В този стил се набляга повече върху изпълненията на самите вокалисти и се смесват и използват, както религиозни, така и нерелигиозни музикални теми. Соул е музика, която изгрява от афроамериканския начин на живот в САЩ. Основна характеристика са: диалог чрез песен между солиста и хора; примамливи ритми, придружени от пляскане с ръце и импровизирани движения.
Рей Чарлс е считан за първия музикант, наложил този стил на световната сцена. Дотогава развитието му е концентрирано основно в САЩ и по-конкретно в районите на големите градове като Чикаго, Ню Йорк, Детройт, Мемфис и други, където всеки район е възпроизвеждал свой автентичен подстил на соул музиката. Други известни изпълнители, допринесли за развитието на соул музиката, са Арета Франклин, Джеймс Браун, Марвин Гей, Отис Рединг, Даяна Рос, Стиви Уондър, Ета Джеймс и др.
Към началото на 1970-те, соул музиката попада под въздействието на много и различни влияния, включително на рока. За този период най-много са допринесли групи като The Staple Singers, The Spinners, The Dramatics и др. През това десетилетие музикалната индустрия е спечелила над 3,5 милиарда щатски долара, една трета от които се дължи на соул музиката. През 1970-те години този стил завладява Европа и в частност Великобритания, където вдъхновява изпълнители като Бийтълс, Ролинг Стоунс, The Who, Том Джоунс и др.
Към средата на 1980-те години се повлиява от хип-хоп музиката. Африка Бамбаата е американски диджей, който първи вкарва и електро-стил в соула. Края на десетилетието соул музиката е изместена от стилове като диско, хип-хоп и R&B. В днешни дни съкращението R&B е по-често използвано и представя модернизираната версия на соул музиката.
През 1990-те години соул стилът е вече видоизменен спрямо оригинала, отнесен към 1960-те години, но въпреки това продължава да се развива, основно във Великобритания. Някои от съвременните представители на жанра са: Алиша Кийс, Мери Джей Блайдж, Тони Бракстън, Марая Кери, Бейбифейс, Кристина Агилера и други.

## Подстилове
- Детройт соул – възниква през 1960-те години, силно ритмичен и повлиян от госпъл стила.
- Мемфис соул – възниква през 1960-те години, отличава се с меланхолично и мелодично звучене.
- Модерен соул – възниква през 1970-те години във Великобритания, повлиян от диското, с по-богато звучене.
- Нео соул – възниква през 1990-те години, повлиян от R&B и хип-хоп музиката.